# Eugenio Echeverría Castellot
Eugenio Echeverría Castellot (Ciudad del Carmen, México, 1918 - San Francisco de Campeche, México, 1999) fue un político mexicano, que fue gobernador del estado de Campeche durante el sexenio 1979-1985 por el Partido Revolucionario Institucional (PRI). 
Bajo su gobierno se remodeló gran parte del centro histórico de la ciudad de Campeche. Construyó el Puente de la Unidad, que comunica Isla Aguada con Puerto Real (Isla del Carmen). También modernizó las carreteras Campeche-Champotón-Ciudad del Carmen, y Campeche-Mérida se amplió la red carretera estatal y de caminos rurales.
Apoyó directamente la agricultura (principalmente los cultivos de maíz, arroz cultivo con el cual se obtuvo la mayor cosecha de temporal del país y frijol). Durante su sexenio fueron reforestados los valles de Edzná y Pol Pa. Su gobierno apoyó la cultura con diversas obras: contribuyó en la creación de varios libros, creó el Instituto Literario de Estudios Superiores de Campeche (ILESC) y las Normales Superiores, apoyó al Instituto Campechano y a las Universidades de Campeche y Cd del Carmen, instituyó la medalla Justo Sierra Méndez para significar a los campechanos destacados, se inició el rescate de las zonas arqueológicas de Xpujil, Becán, Chicanná y Calakmul.
Su postulación como candidato a gobernador fue una gran sorpresa , su último cargo antes de la candidatura fue en el Comité Administrador del Programa Federal de Construcción de Escuelas en el Estado de México, cuando el presidente José López Portillo comunicó al Secretario de Gobernación Jesús Reyes Heroles que Echeverría sería el candidato a gobernador de Campeche, Reyes Heroles respondió: No lo conozco,a lo que López Portillo replicó: Pero yo sí, y eso basta.[cita requerida]

## Familia
Su hijo Arcadio Echeverría Lanz, falleció el 4 de noviembre de 2008 en el Accidente aéreo del Learjet 45 de la Secretaría de Gobernación cuando éste era director de Relaciones públicas.